# NGC 5867
NGC 5867 is een compact sterrenstelsel in het sterrenbeeld Draak. Het hemelobject werd op 25 april 1851 ontdekt door de Ierse astronoom William Parsons.

## Synoniemen
- PGC 2512461